# Morisonia americana
Morisonia americana là một loài thực vật có hoa trong họ Capparaceae. Loài này được L. mô tả khoa học đầu tiên năm 1753.